# Бересфорд, Чарльз
Чарльз Уильям де ла Повер Бересфорд, 1-й барон Бересфорд (англ. Charles William de la Poer Beresford, 1st Baron Beresford; 1846—1919) — английский адмирал, общественный деятель и политик.  До 1916 года был известен под титулом учтивости лорд Чарльз Бересфорд.

## Биография
Чарльз Уильям Бересфорд родился 10 февраля 1846 года в Дандолке семье Джона Бересфорда, 4-го маркиза Уотерфордского; происходит из английского рода, чьи представители высадились на остров Ирландия в начале XVII века под знамёнами короля Якова I Английского.  
Начал службу на флоте в тринадцатилетнем возрасте, поступив кадетом на учебный корабль «Британия», откуда, спустя два года, получил назначение мичманом на флагман Средиземноморского флота «Marlborough» (позднее он в своих воспоминаниях назовёт его самым шикарным и самым счастливым судном,  где ему когда-либо довелось служить). В 1866 году, по получении звания младшего лейтенанта перешел служить Тихий океан на паровой фрегат «Сатледж». На протяжении последующих восьми лет будущий адмирал служил на различных кораблях Королевского военно-морского флота Великобритании.
В 1874 году лорд Чарльз Бересфорд был избран в парламент Великобритании от консервативной партии, где представлял ирландское графство Уотерфорд. Бересфорд мог избираться в Палату общин, так как титул лорда (лорд+имя+фамилия)  был титулом  учтивости, которым он обладал как  младший сын маркиза. Чарльз Уильям Бересфорд   с точки зрения закона не являлся пэром. Он успешно совмещал работу в парламенте со службой на флоте вплоть до 1880 года.
С 1875 по 1876 год Бересфорд являлся личным адъютантом старшего сына королевы Виктории (будущего короля Эдуарда VII), и, в частности, сопровождал его в вояже по Британской Индии.
В ходе Англо-египетской войны во время боя британской эскадры с египетскими фортами Александрии 11-12 июля 1882 года капитан Бересфорд командовал канонерской лодкой «Condor». Артиллерийский огонь египетских береговых батарей был настолько интенсивным, что Бересфорд решился на чрезвычайно опасный манёвр: на своей канлодке он подошёл совсем близко к фортам и на довольно продолжительное время отвлёк на себя огонь многих орудий. Мастерское маневрирование  позволило «Кондору» избежать критических повреждений, при этом англичане нанесли значительный урон форту Мекс. После бомбардировки египетских укреплений Бересфорд взял на себя командование высаженным на берег десантом. Несмотря на одержанную в том сражении победу, действия адмирала Бичем-Сеймура рассматривались как вялые и нерешительные, а тактика эскадры — как шаблонная и примитивная, однако одновременно с этим, в британском общественном мнении чрезвычайно высокую оценку получили смелые действия командира «Кондора» (см. Бомбардировка Александрии).

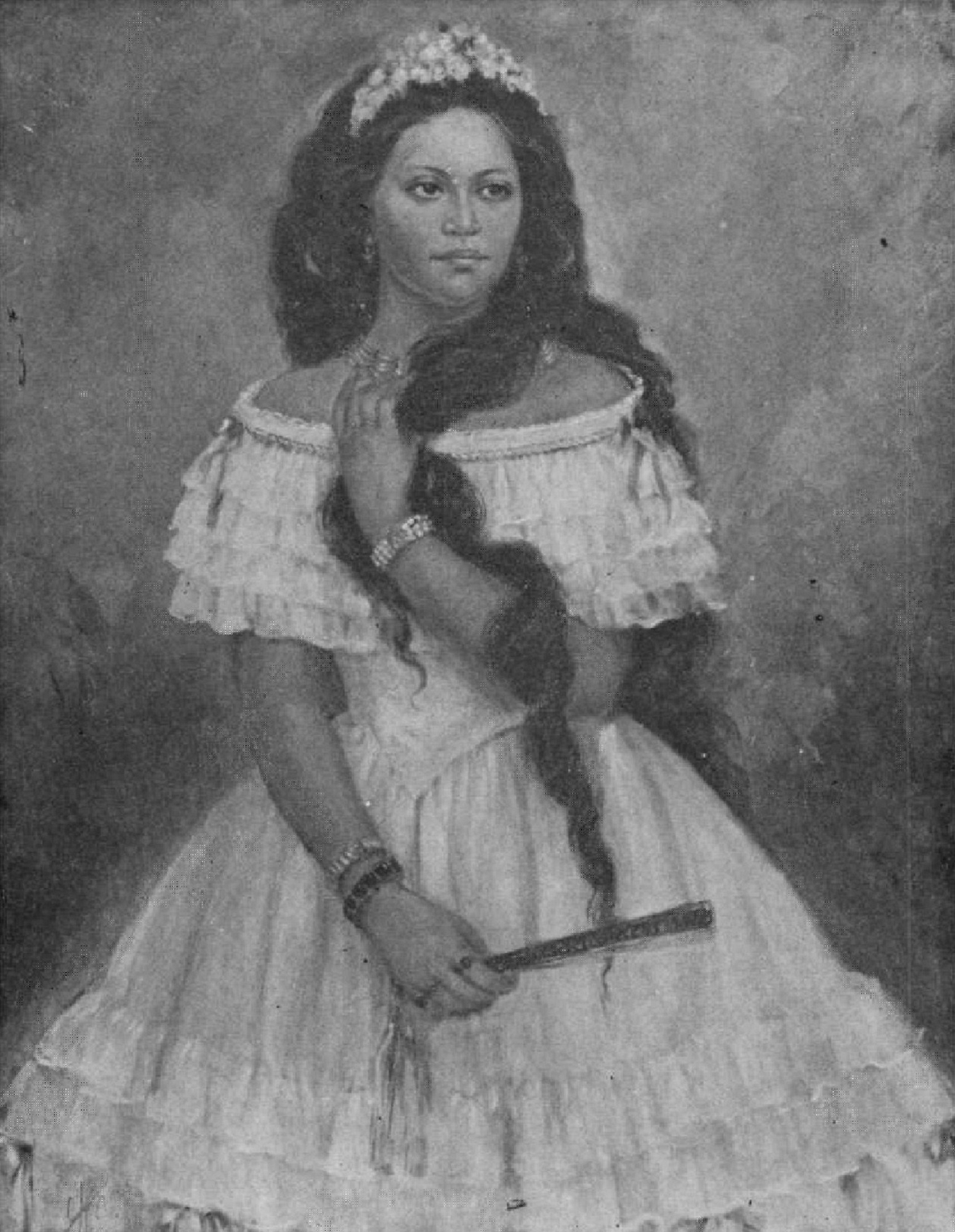
Ненси Самнер - женщина - уроженка Гавайев, которую адмирал любил и которая любя его отказалась стать его женой из-за социальных и расовых различий (1859)

В 1884 году лорд Чарльз Бересфорд принимал участие в походе на Хартум — крупнейшем сражении первого этапа англо-суданской войны. Несмотря на все усилия отряда канонерских лодок под командованием Бересфорда, они не смогли повлиять на общий ход событий и осада Хартума закончилась гибелью генерала Чарльза Джорджа Гордона и всего семитысячного английского гарнизона оборонявшего город. Уцелевших мирных жителей махдисты захватили в плен и продали в рабство. После этого поражения Британская империя была вынуждена на некоторое время отказаться от своих претензий на Судан. 

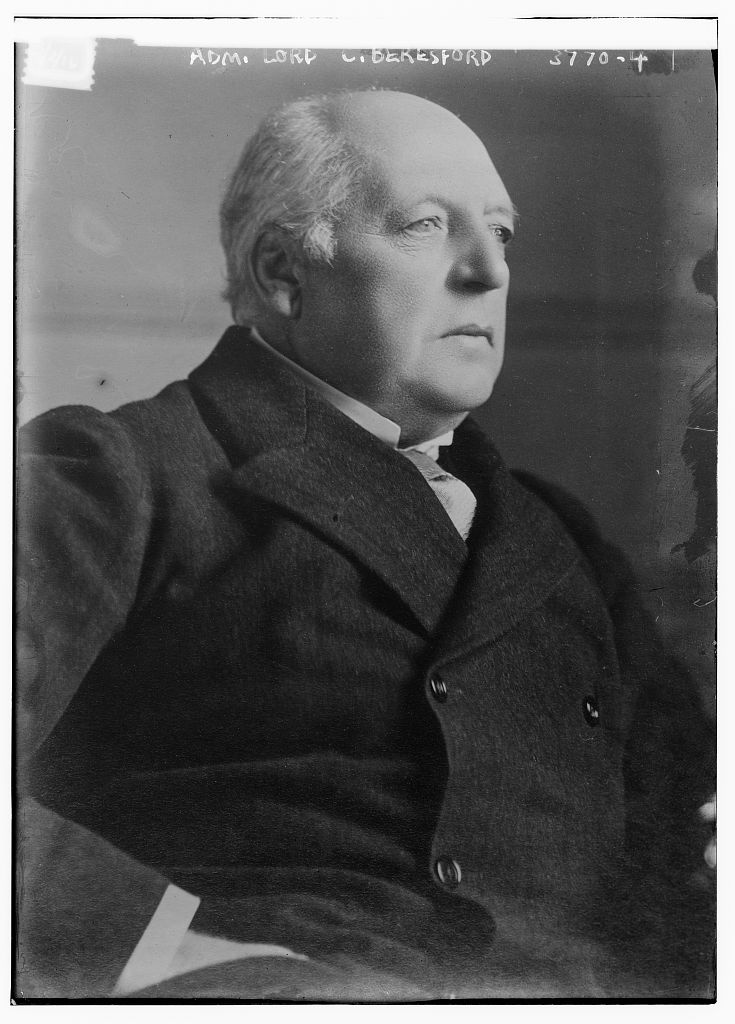
Одно из последних фото лорда Чарльза Бересфорда (1915 год)

С 1885 по 1889 год Бересфорд состоял членом нижней палаты от лондонского округа Марилебон.
С 1886 по 1888 год он занимал должность младшего лорда Адмиралтейства. 
В 1898 году повышен в звании до контр-адмирала.
В мае 1899 года Бересфорд встретился с прибывшим в Лондон китайским философом и реформатором Каном Ювэйем и, по просьбе последнего, добился 9 июня 1899 года обсуждения вопроса об отречении Цыси от регентства в Палате общин, но данной проблемой никто не заинтересовался и разочарованный Кан Ювэй покинул британскую столицу. 
С 1905 по 1909 год командовал эскадрой Средиземного моря и флотом Суэцкого канала. В Военной энциклопедии под редакцией Сытина о Бересфорде говорилось, что он «самый популярный и один из наиболее выдающихся английских адмиралов начала XX столетия... а, в случае морской войны Б. является одним из наиболее вероятных кандидатов на должность ком-щего флотом».
В 1909 году Бересфорд был избран членом парламента от города Портсмут. В 1911 году вышел в отставку с военной службы, однако до конца жизни не оставался равнодушным к судьбе британского флота и как общественный деятель с большим темпераментом, не останавливаясь перед средствами нередко осуждаемыми с точки зрения военной дисциплины, стремился завладеть вниманием широких кругов публики. В ряде речей, статей и писем на имя отдельных министров адмирал критиковал действия кабинета, заявляя, что Англия в опасности, и предлагал свои проекты спасения отечества. По мнению ряда военных аналитиков, усиление британского военного судостроения в 1909 году можно практически всецело отнести к заслугам адмирала Бересфорда.
В 1916 году стал пэром Ирландии с титулом барон Бересфорд.
Автор нескольких автобиографических книг.
Лорд Бересфорд умер 6 сентября 1919 года и был похоронен на лондонском кладбище при крематории Патни Вейл.